# Prymorsk
Prymorsk (tiếng Ukraina: Приморськ) là một thành phố của Ukraina. Thành phố này thuộc tỉnh Zaporizhia. Thành phố này có diện tích ? km2, dân số theo điều tra dân số năm 2001 là 12973 người.